# Aksum
Aksum (eller Axum, amhariska: አክሱም) är en gammal stad i regionen Tigray (Tigre) i norra Etiopien. Staden är ett religiöst centrum; huvudsäte för den etiopisk-ortodoxa kyrkan, och finns med på Unescos lista över världsarv. Aksum utgör ett distrikt, Axum wereda, inom Centrala Tigrayzonen och beräknades ha 54 008 invånare 2011 på en yta av 171,29 km².

## Geografi
Aksum, som ligger på 2 130 meters höjd, cirka 15 km väster om staden Adwa, breder ut sig i en trädbevuxen dal mellan vulkaniska kullar. Den har många kyrkor och har omkring 50 000 invånare. Befolkningen lever i gott på de många kyrkliga festerna och vallfärderna till staden. Huvudkyrkan och dess gård betraktas som asyl.

## Fornminnen

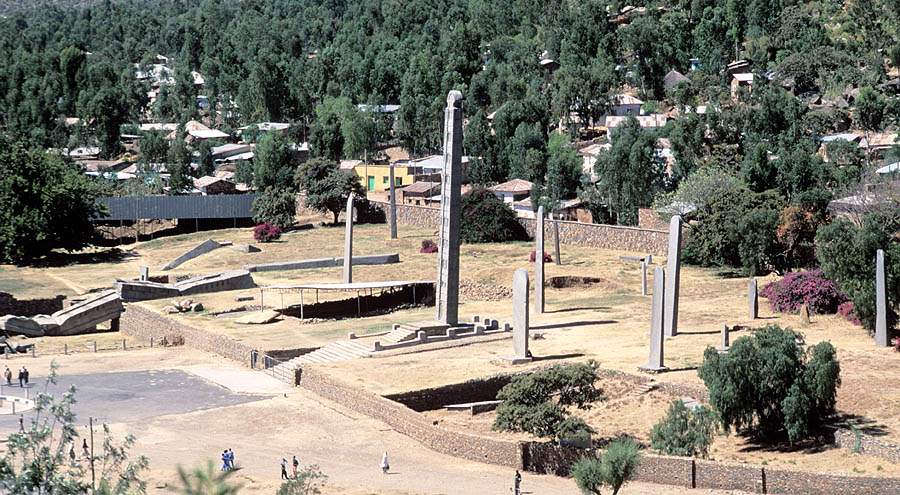
Norra obeliskparken.

Mellan hyddorna ligger ruinerna av den forna huvudstaden i det Aksumitiska riket. De förnämsta av dem är den så kallade kungastolen, 50-60 tavlor samt upp till 20 meter höga obelisker. 
Obeliskerna, av vilka några ännu står upprätt, är helt olika de egyptiska. Flera bär till en del grekiska inskrifter, bland annat den berömda Aksumitiska inskriften, som är monument över en seger, vilken kung Aizanes vann omkring 333 e.Kr. På Benito Mussolinis order flyttade 1937 den stora obelisken från Etiopien till Rom i Italien. Efter en överenskommelse mellan Italien och Etiopien i november 2004 beslutades att obelisken skulle återföras till Aksum, vilket också skedde 2005.

## Historia
Det Aksumitiska riket uppstod på 100-talet f.Kr. och sträckte sig inte endast över det nuvarande norra Etiopien, utan även över angränsande områden i Eritrea, Sudan och på västra sidan av Röda havet, till och med över Jemen och Saba på Arabiska halvön. En tid hade riket obestritt herravälde på Röda havet. Det stod i livlig förbindelse med Arabiska halvön och Indien och med romarna samt påverkades av grekisk civilisation. Kungarna i Aksum lät slå guldmynt med grekiska inskrifter, av vilka flera förts till Europa, och lät ofta inhugga inskrifter på grekiska språket. 
Under kung Aizanes tid predikade biskop Frumentius kristendomen i landet. Senare (omkring år 500) övergick kungarna i Aksum till kristendomen. Man har två inskrifter från Aksum avfattade med etiopisk skrift på språket geez. Båda verkar härröra från samme kung, men den ena är inhuggen innan han kristnats, den andra, sedan han blivit kristen. Under medeltiden gjorde muslimer från riket Adal sydöst om Aksum ödeläggande infall i trakten, och till sist (1535) förstördes Aksum av sultanen i Adal. Några av kyrkorna har på senare tid restaurerats.